# Альбер-Ернест Карр'є-Беллез
Альбер-Ернест Карр'є-Беллез (фр. Albert-Ernest Carrier-Belleuse; 12 червня 1824 — 4 червня 1887) — французький скульптор, представник натуралізму і салонного мистецтва.

## Життєпис
Народився в провінції. Художню освіту опановував в Школі красних мистецтв в Парижі. Його керівником був скульптор Давид д'Анже, але недовго.
В період 1850-1855 років працював в місті Лондон. Повернувся в Париж, де працював скульптором і 1869 року виставив перший власний твір.
В скульптурній майстерні Карр'є-Беллеза почав працювати помічником молодий скульптор-початківець Огюст Роден, нікому тоді невідомий. Роден працював в майстерні Карр'є-Беллеза з 1864 по 1870 рік. Заворушення в Парижі і початок франко-пруської війни примусили його емігрувати з французької столиці і Карр'є-Беллез та Огюст Роден перебрались жити у франкомовний Брюссель, Бельгія.
Карр'є-Беллез працював у Брюсселі і архітектором, і скульптором. Серед творів митця цього періоду — декор фондової біржі Брюсселя, портрети, надгробок (меморіальна пластика).
Широкого діапазону обдарування, Карр'є-Беллез брався як за створення теракот, так і портретів в погруддях і кінних монументів. Якщо в теракоті гішив зализаними, грайливими і солодкавими образами молодих дівчат і жінок, в монументальних творах ставав серйозним фахівцем, здатним створити героїчні, значущі образи.
Кінні монументи взагалі вважались перевіркою таланту скульптора на серйозність і фахову довершеність митця. Карр'є-Беллез, на відміну від Огюста Родена (слабкого в монумнтальних творах), створив декілька кінних монументів, щоправда, замовлення надійшли з країн південної Латинської Америки.
Створив чимало скульптурних портретів, але надмірна точність і зашліфованість погрудь надава їм рис натуралізму.
Завдяки участям у виствках уславився і був наближений до двору Наполеона ІІІ, був задіяний на архітектурній реконструкції Парижа та на створенні монументів з бронзи.
Не Огюсту Родену, а Карр'є-Беллезу з 1876 року було доручено художнє керівництво порцеляновою мануфактурою в містечку Севр. Карр'є-Беллез виконав декілька власних моделей для порцелянової мануфактури.
Помер в містечку Севр.
Карр'є-Беллез Альберт-Ернест — був батьком Луї Робера Карр'є-Беллеза (1848—1913), другорядного французького художника і скульптора.

## Вибрані твори

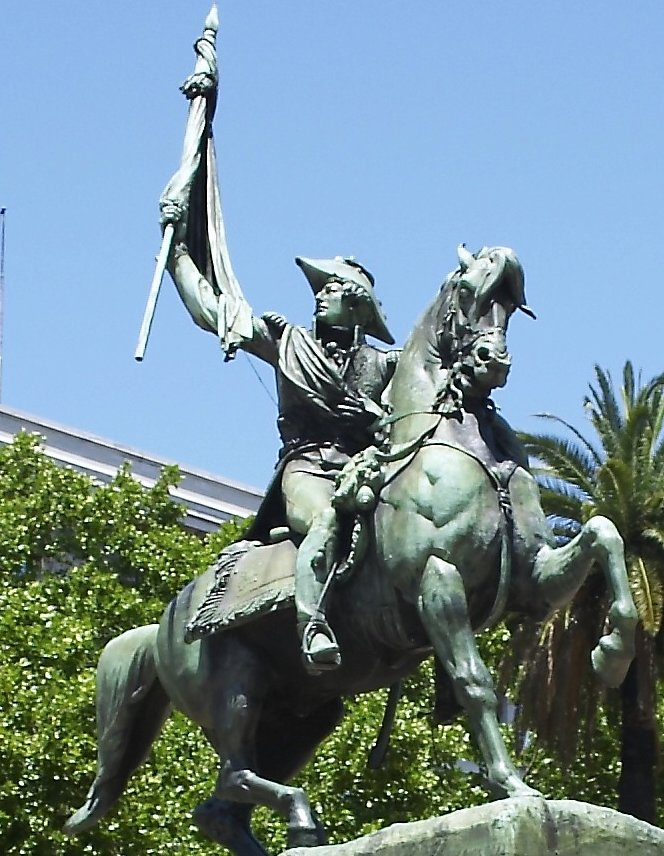
«Кінний монумент Мануелю Бельграно», Буенос-Айрес, Аргентина

- "Алегорія достатку ", Павільйон Флори, палац Лувр, 1863
- "Посвята Пріапу ", 1850
- «Психея, покинута Еротом»
- каріатиди "Зима, Весна, Літо, Осінь " для театру на курорті Віші
- Палац конгресів. Парадний портрал, скульптурний декор, курорт Віші
- «Орел Зевса охороняє сон Геби»
- "Монумент Андре Массена ", Ніцца, 1869
- "Фондова біржа міста Брюссель ", 1870
- «Марія Стюарт», королева Шотландії, 1870
- "Світильники-торшери ", Опера Гарньє, Париж, 1873
- «Надгробок Луї Гімара», кладовище Лакен, Брюссель
- Фонтан "Морська Німфа ", 1873
- Фонтан "Чотири сезони "
- "Мавзолей Хосе де Сан-Мартін ", Катедральний собор, Буенос-Айрес, Аргентина
- "Кінний монумент Міхая Вітезула ", Бухарест, Румунія
- "Кінний монумент Мануелю Бельграно ", Буенос-Айрес , Аргентина
- "Кінний монумент Бернардо О'Хиггінсу ", Аламеда, Сантьяго-де-Чилі , Чилі
- "Меморіал загиблим від пожежі ", Головне кладовище, Сантьяго-де-Чилі , Чилі

## Галерея творів

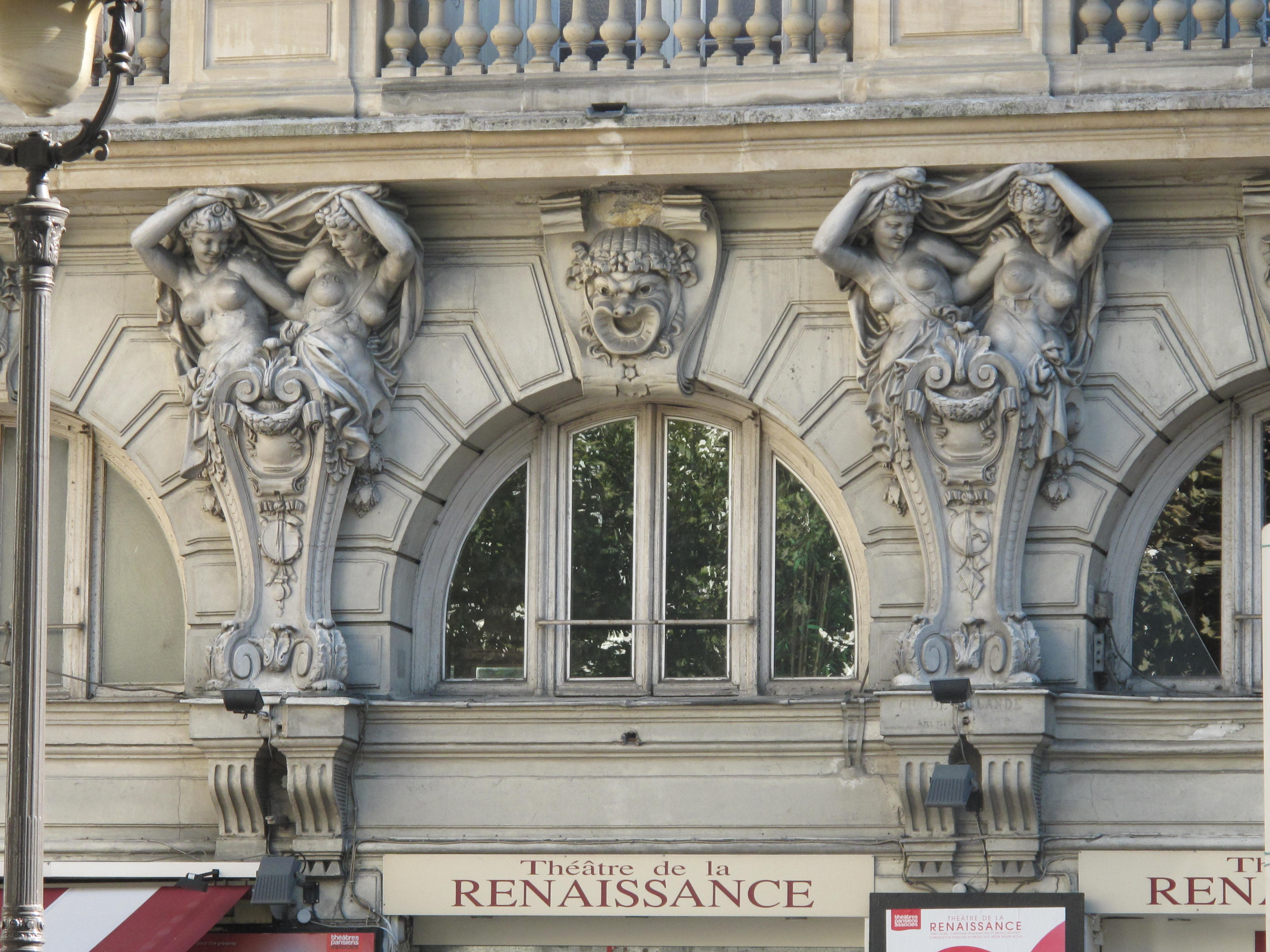
Подвоєні жіночі каріатиди, театр Ренесанс.

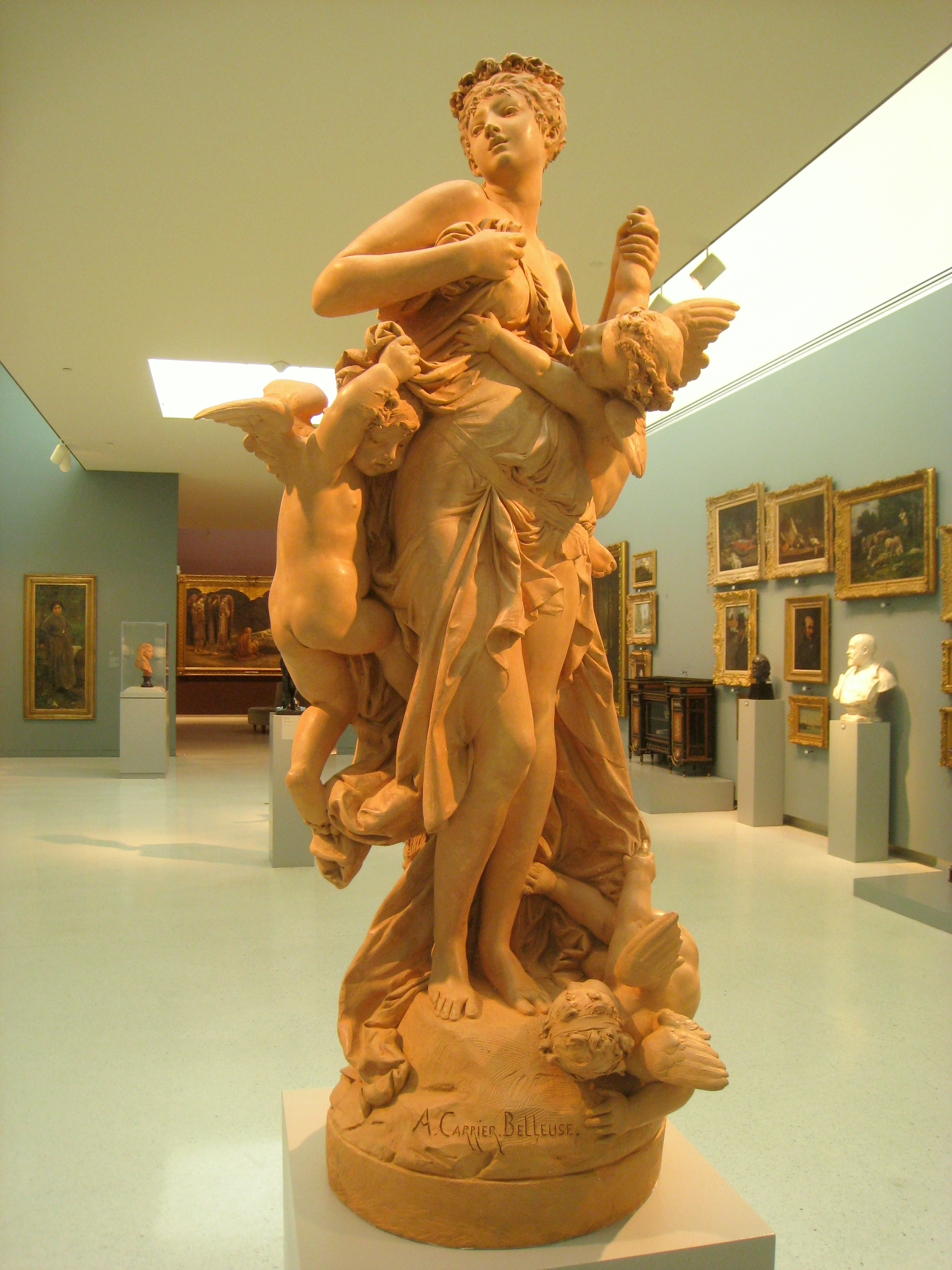
«Цнотливість, замучена коханням», Музей мистецтв Карнегі, Пітсбург, Пенсільванія, США
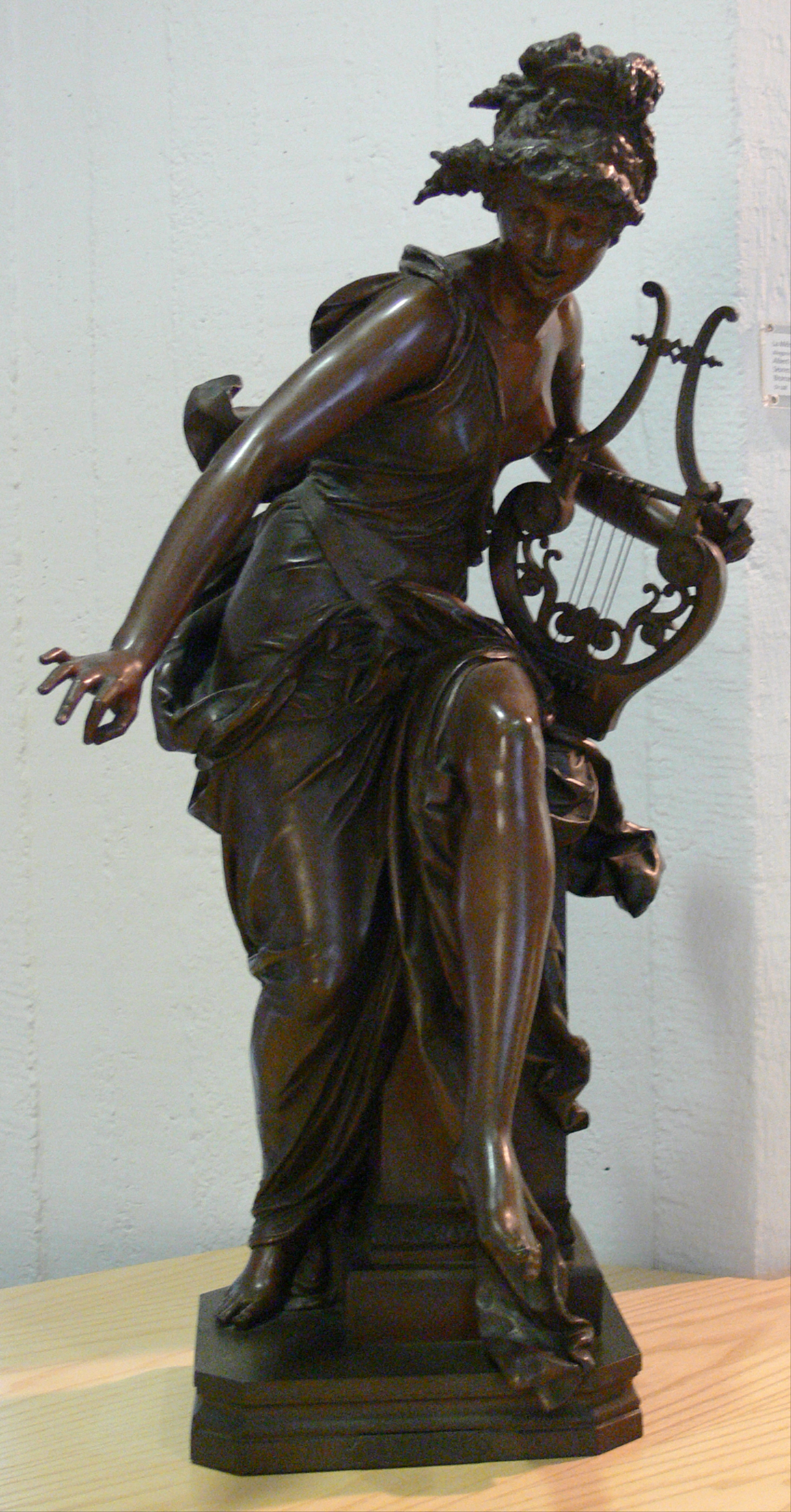
«Алегорія Мелодії»
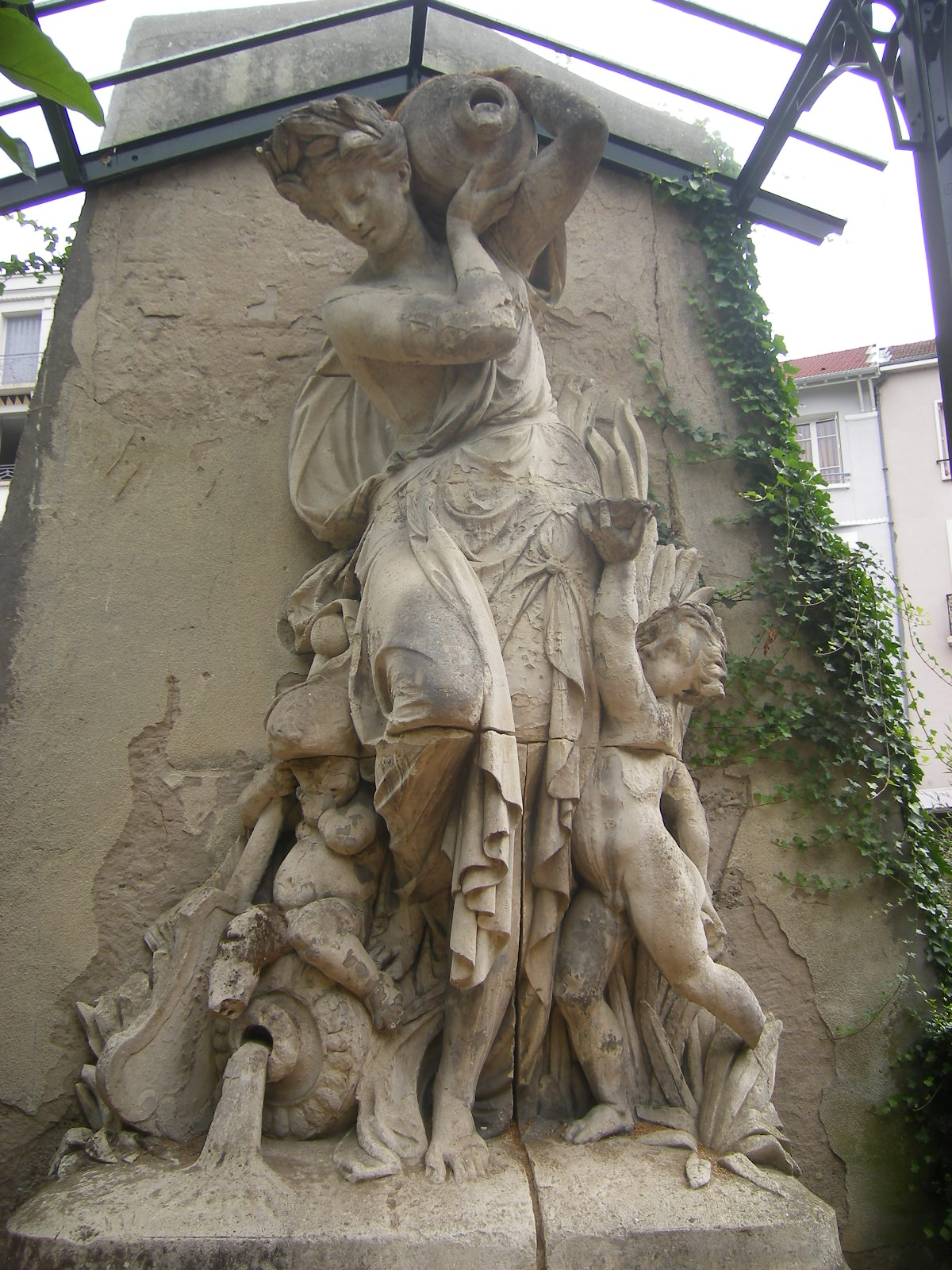
Німфа води,курорт Віші, Франція.
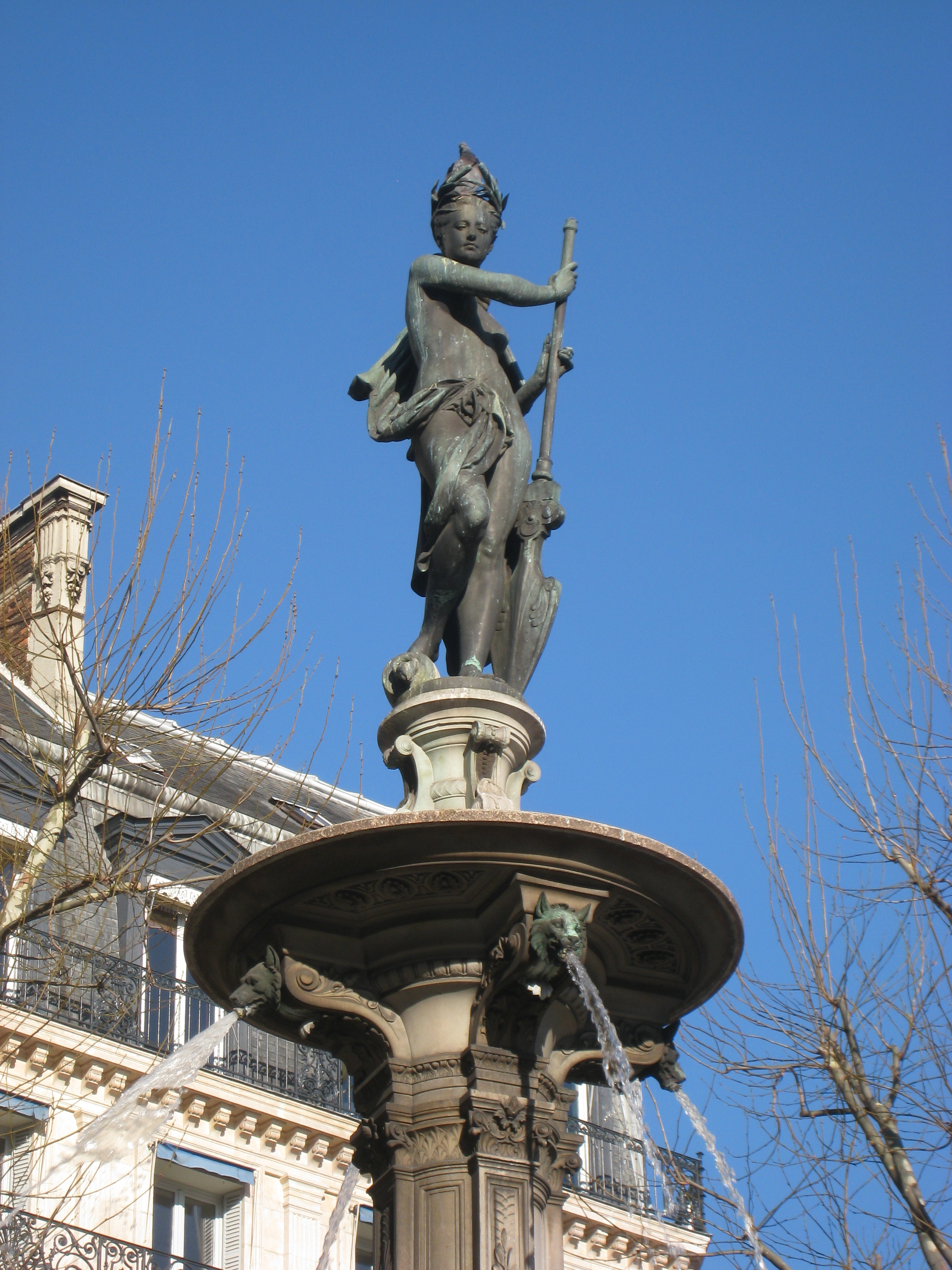
Фонтан «Морська німфа», площа Андре Мальро, Париж.
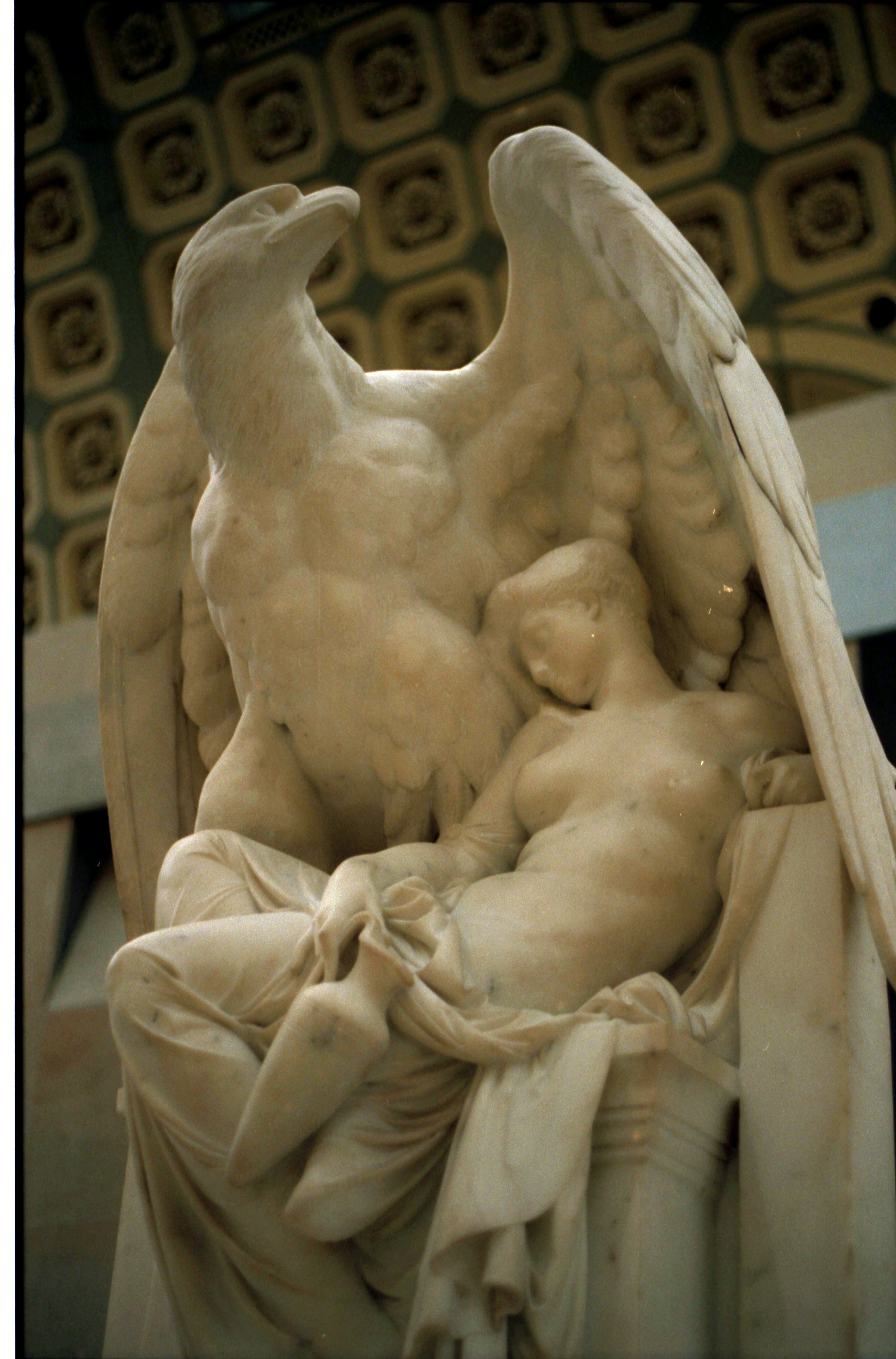
Орел Зевса охороняє сон Геби.  Музей д'Орсе.

## Погруддя роботи Карр'є-Беллеза

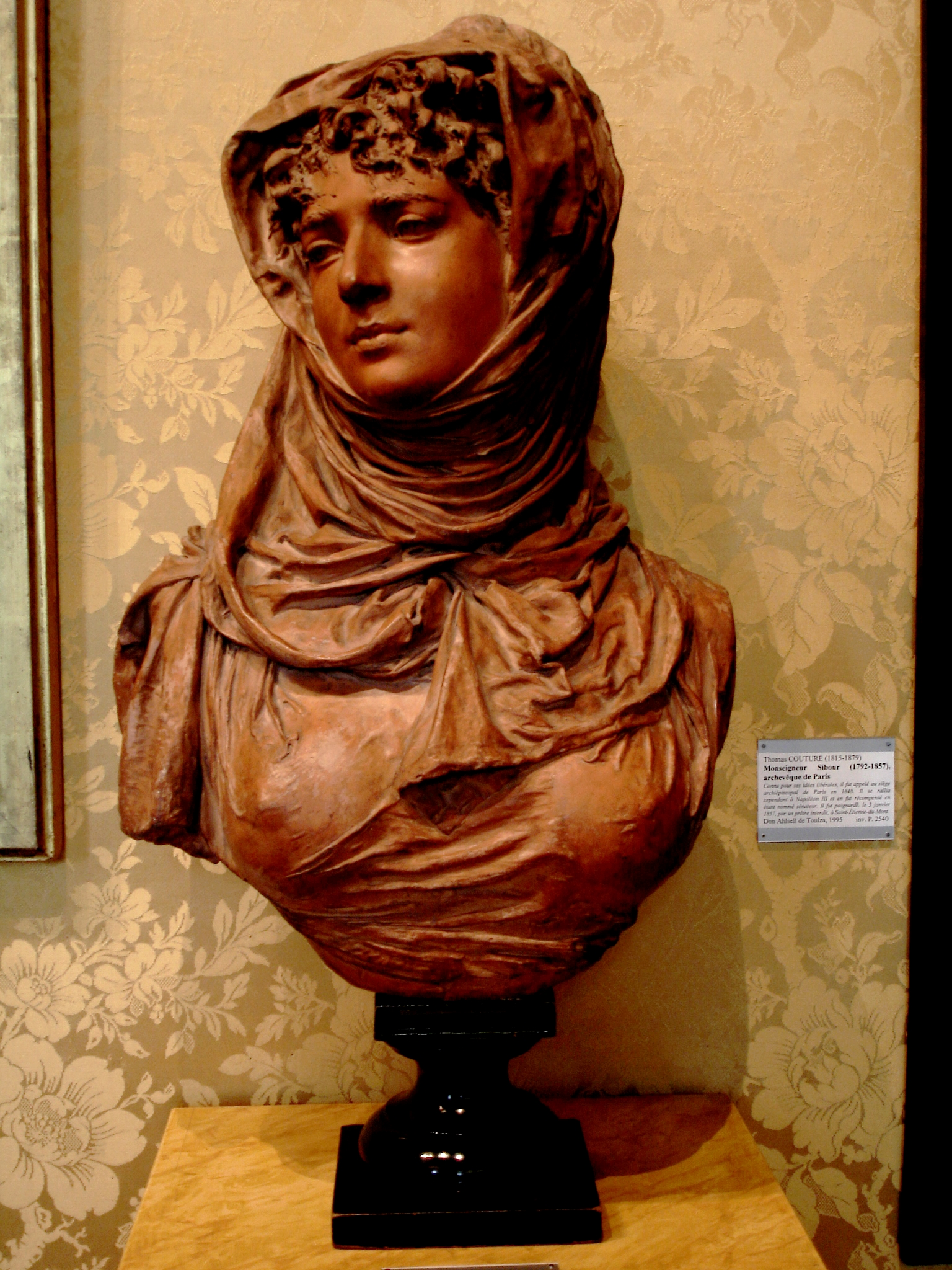
Акторка Маргеріта Буланже. Музей Карнавале, Париж.

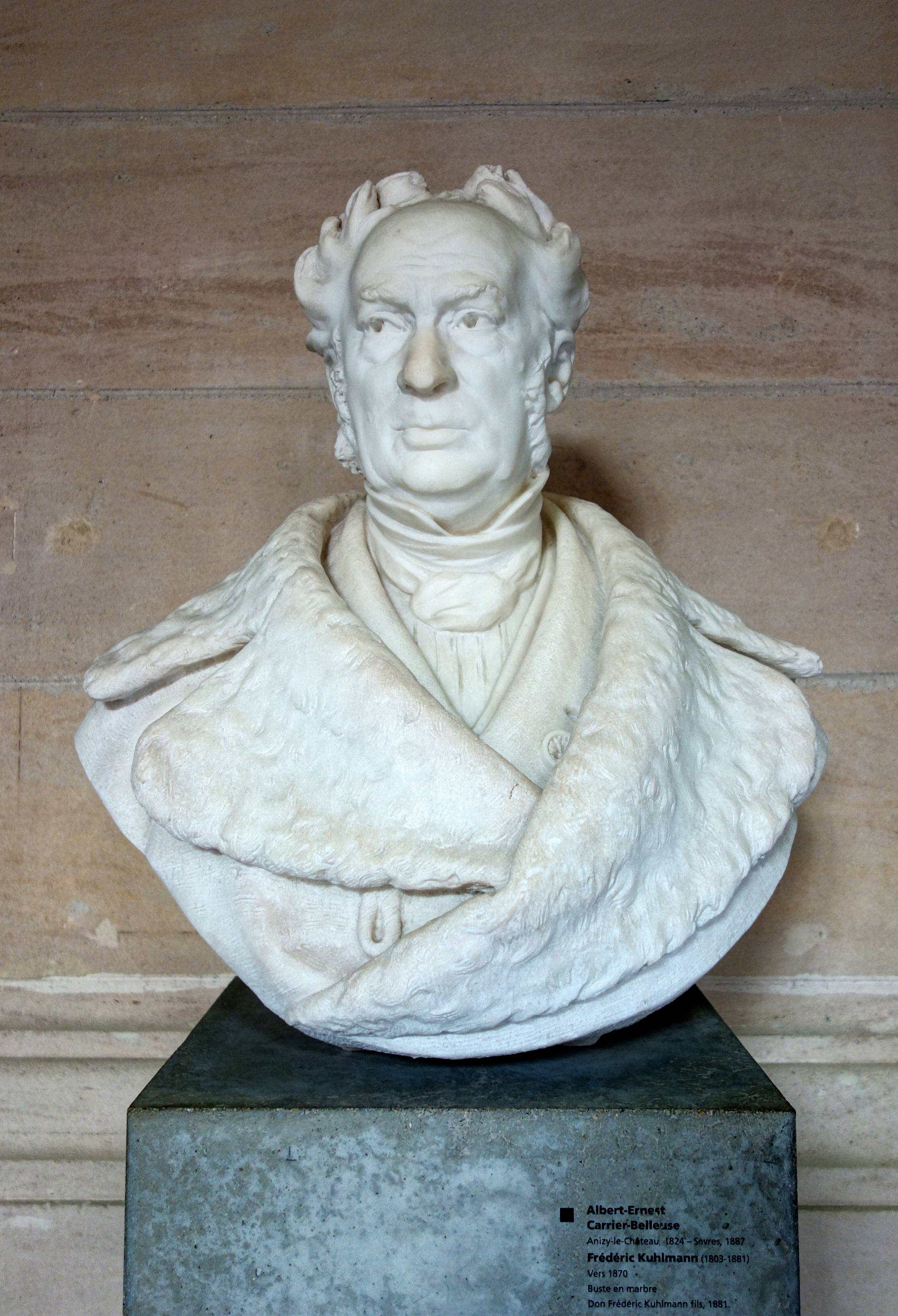
Фредерік Кульман
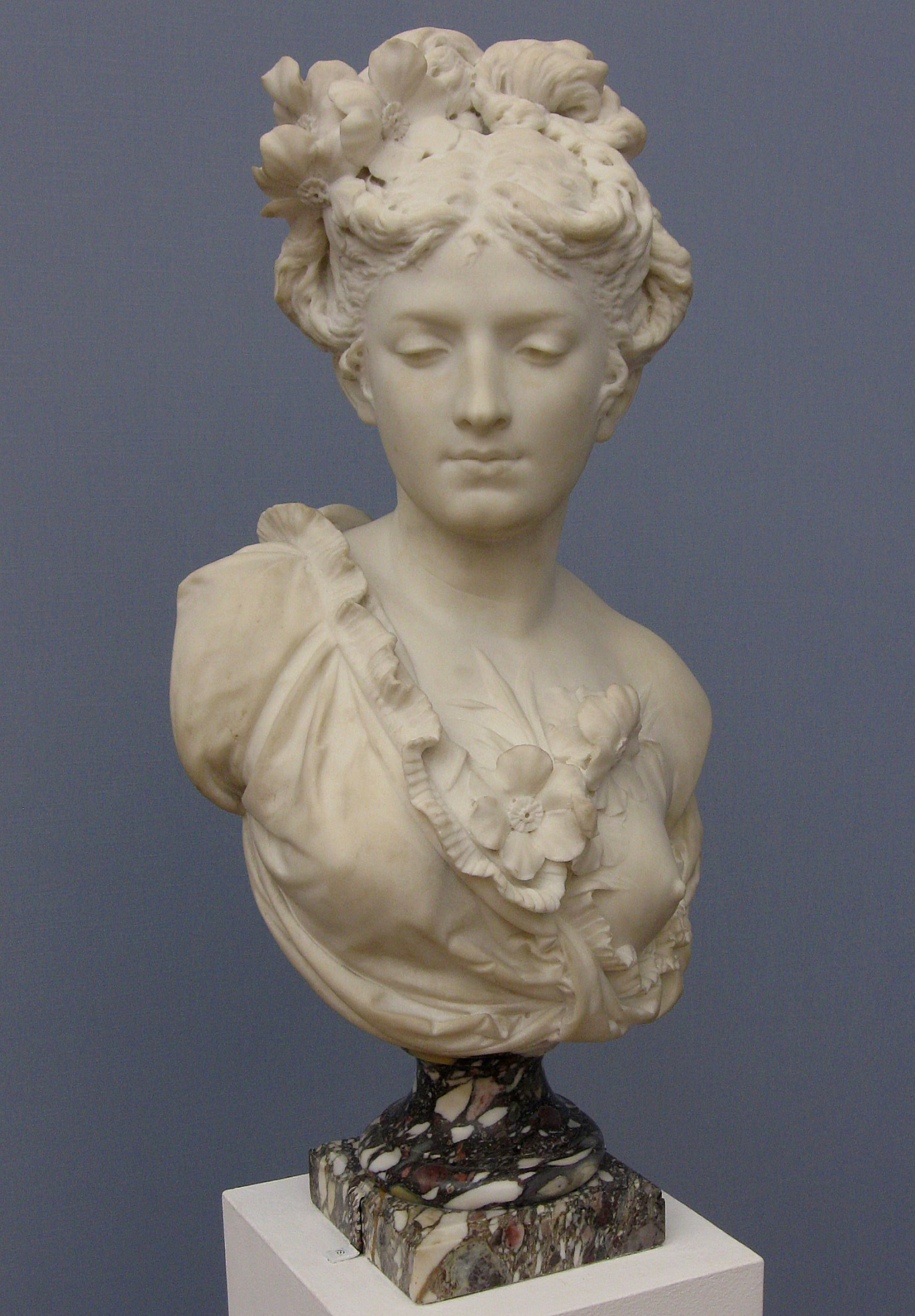
«Флора»
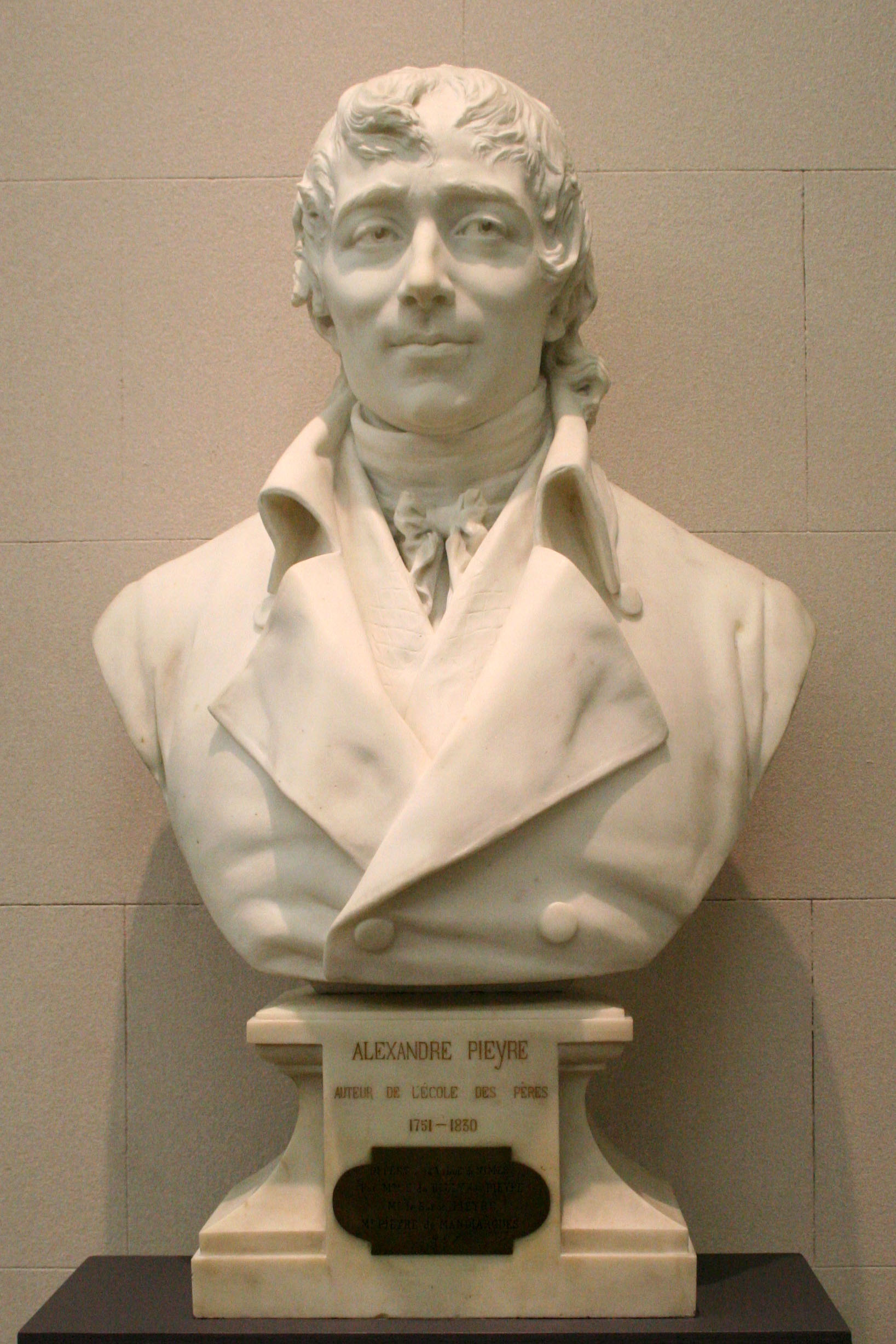
Александр Пейр(Alexandre Pieyre)
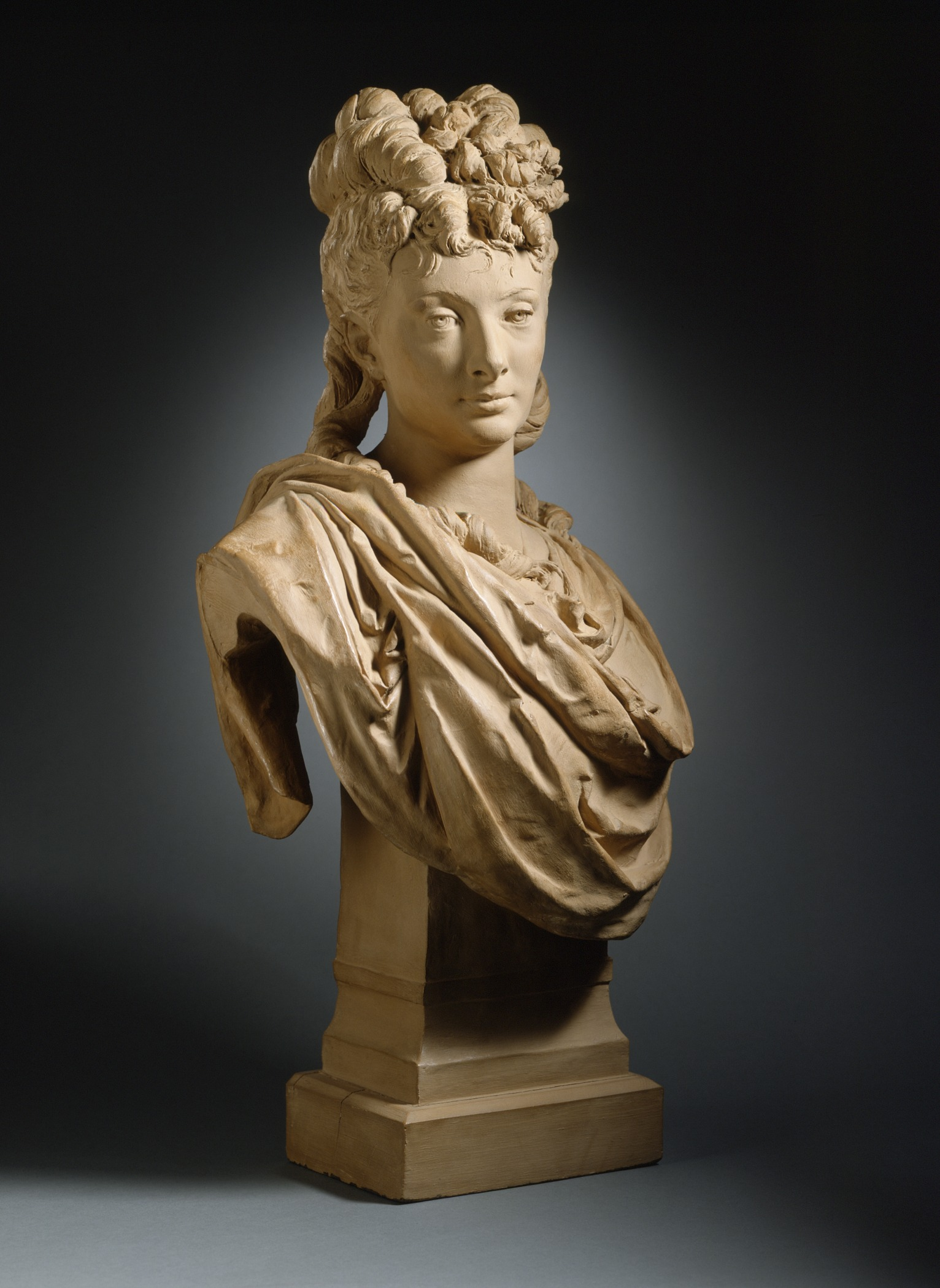
Акторка Еме-Олімпія Дескле, Музей мистецтв округу Лос-Анжелес.